# Hettangi
A hettangi a kora jura földtörténeti kor négy korszaka közül az első, amely 201,3 ± 0,2 millió évvel ezelőtt (mya kezdődött, a késő triász kor rhaeti korszaka után, és 199,3 ± 0,3 mya zárult a sinemuri korszak kezdetekor.
A korszak nevét Hettange-Grande észak-franciaországi városról kapta. Az elnevezést először Eugène Renevier svájci paleontológus használta 1864-ben.
A sinemuri korszakkal együtt Európában úgy is ismerik, mint kék liász vagy kora liász korszak. (A liász a kora jura kor ma már ritkán használt neve.)

## Határai
Kezdetét a Nemzetközi Rétegtani Bizottság meghatározása szerint a Psiloceras planorbis ammonitesz fosszíliáinak közel legalacsonyabb előfordulási gyakorisága jelzi a korszakból származó kőzetekben. Az utána következő sinemuri korszak a Vermiceras és Metophioceras ammoniteszek fosszíliáinak legalacsonyabb előfordulási gyakorisága jelzi.
A hettangi korszakot előzte meg a triász időszak végén az élőlények egyik legnagyobb ismert kihalási hulláma, a triász–jura kihalási esemény, amely becslések szerint elpusztította a tengeri élőlények családjainak mintegy egyötödét és sokat a szárazföldi élőlények közül is.